# Puchar Polski w piłce siatkowej mężczyzn (1985/1986)
Puchar Polski w piłce siatkowej mężczyzn 1985/1986 – 29. sezon rozgrywek o siatkarski Puchar Polski, rozgrywany od 1932 roku.

## Klasyfikacja końcowa
| Miejsce | Drużyna         |
| ------- | --------------- |
| 1.      | Legia Warszawa  |
| 2.      | Resovia         |
| 3.      | AZS Olsztyn     |
| 4.      | Gwardia Wrocław |